# 上海市向东中学
上海市向東中學，原名上海私立南洋女子中学、南洋女子师范学校，曾經是上海首家中等女子师范学校。現在是上海市靜安區的一所高級中學。

## 歷史
1912年，湖州商人凌铭之创办私立南洋女子师范学校并自任校长。當時學校位於大吉路三多里。由於当时中国沿海洋面以长江口为界，以北称“北洋”，以南称“南洋”，上海位于长江口以南，所以學校起名南洋。民国4年（1915年）后學校遷往闸北。1927年更名南洋女子中学。後來吴若安出任校長。1956年该校转为公办。1966年更名向东中学，同時招收男生和女生。